# Grand Power K100
Grand Power K100 je zbraň slovenské konstrukce a výroby z dílny společnosti Grand Power s.r.o. konstruktéra Jaroslava Kuraciny. Pistole je výjimečná systémem uzamčení pomocí rotace hlavně. Rotace snižuje zpětný ráz, což se projeví na sníženém zdvihu ústí hlavně, vyšší přesnosti a lepším komfortu střelby. K100 je základní model společnosti a aktuálně je vyráběný s rámem Mk 12. Model K100 se stal základem pro vytvoření dalších, celkem 32 modelů pistolí Grand Power.
Od roku 2012 mají pistole Grand Power nové tělo Mk 12, které je oproti předchozímu modelu Mk 7 pevnější a umožňuje použití silnější ráže jako je .45 ACP. Nově tělo změnilo i rozborku zbraně, která se již neprovádí sklopením lučíku, ale stáhnutím zámku závěru podobně jako u pistolí Glock.